# Antonio Sánchez "El Tato"
Antonio Sánchez “el Tato” (Sevilla, 6 de febrero de 1831-ibídem, 7 de febrero de 1895), fue un torero español.

## Biografía
Nació y se crio en el barrio de San Bernardo, donde comenzó a ejercitarse en el toreo y luego en capeas de pueblos próximos a Sevilla donde alcanzó cierto renombre.
En la segunda temporada de 1852 entró a formar parte de la cuadrilla de Cúchares quien le cedió un toro como sobresaliente sin alternativa en la plaza de toros de la Puerta de Alcalá de Madrid el 31 de octubre. En dicha corrida se lidiaron diez toros, cuatro en plaza entera para Cúchares y seis en plaza partida para Manuel Trigo y Manuel Arjona Guillén. Cúchares cedió a “El Tato”, previo permiso de la autoridad el cuarto toro, Estornino de D. José Picavea de Lesaca, al que mató de estocada corta y otra arrancando, algo atravesadas, y descabello.
Desde el principio de su carrera mantuvo una violenta rivalidad con el Gordito, por ser el primero después de los inalcanzables Lagartijo y Frascuelo. En la corrida del 7 de junio de 1869, el cuarto toro de la tarde le causó una herida en la pierna derecha, que se le infectó, siendo precisa a los pocos días la amputación de ese miembro.

## Breve reseña de su carrera
- Temporadas 1851-52: figura como puntillero del torero Juan Lucas Blanco.

- Temporada 1857: realiza casi 40 corridas. El 1 de junio, acompaña al famoso diestro sevillano Manuel Domínguez en la corrida celebrada en El Puerto de Santa María, en la que el famoso sufrió una grave cogida.

- Temporadas 1857-69: cosecha grandes éxitos en las plazas más importantes, sobre todo en Madrid y Sevilla.
- Temporada 1869: el 7 de junio, en la Plaza de la Puerta de Alcalá de Madrid, alternando con Lagartijo y Villaverde, resulta gravemente cogido por el toro Peregrino de Vicente Martínez,de Colmenar Viejo. La herida se infectó y hubo que amputarle la pierna derecha cuatro dedos por debajo de la rodilla. La operación se verificó en su domicilio de la Calle de Espoz y Mina, 4, 2º el lunes 14 de junio. El torero demostró todo el tiempo gran valor y presencia de espíritu, pero en el acto de seccionarle la pierna exclamó con tristeza: '¡Adiós, Madrid!'.

- Temporada 1871: Con una pierna ortopédica se atreve a probar fortuna en el coso de Badajoz, el 14 de agosto. Tuvo que desistir y se sentó llorando en el estribo de la barrera. Quiso repetir el mismo intento de Badajoz en Valencia, el 4 de setiembre, y en Sevilla, el día 24 del mismo mes. El público no lo consintió.

- Antonio Sánchez, el diestro espléndido, generoso, derrochador, falleció en el olvido en Sevilla el 7 de febrero de 1895, ganando su humildísimo salario como repartidor de carne del matadero de Sevilla. ¡Si Peregrino me hubiese dejado en la Plaza!, exclamaba a veces añorando la gloria desvanecida.

## Legado
El Tato fue un ídolo muy querido de la afición por su bizarría, su majestuosidad y pundonor con los toros, además de por su graciosa forma de ejecutar el volapié. Con la muleta sólo tuvo un arte regular, lo mismo que como director de lidia.
La expresión "no ha venido ni el Tato" alude a la abundante presencia de este torero en los carteles anunciadores de los festejos de las corridas, y a lo raro de que él no estuviera presente en alguna.